# Miniewicze (obwód brzeski)
Miniewicze (biał. Міневічы, ros. Миневичи) – wieś na Białorusi, w obwodzie brzeskim, w rejonie kamienieckim, w sielsowiecie Bieławieżski. 

## Geografia
Miejscowość położona między miejscowościami Karolin, Jasieniówka (na północy), Manczaki (na wschodzie), Bieławieżski, Czepele (na południu) i Lasek (na zachodzie), 51 km na północny zachód od Brześcia, 27 km na zachód od Kamieńca, 10 km na wschód od najbliższej stacji kolejowej w Wysokiem. 

## Historia
Wieś magnacka położona była w końcu XVIII wieku w powiecie brzeskolitewskim województwa brzeskolitewskiego. 
W XIX/XX w. Miniewicze znajdowały się w gminie Wierzchowice w powiecie brzeskim guberni grodzieńskiej. 
W okresie międzywojennym wieś leżała w gminie Wierzchowice w powiecie brzeskim województwa poleskiego II RP.
Po II wojnie światowej w granicach Białoruskiej SRR i od 1991 r. w niepodległej Białorusi.